# Ultra Bra
Ultra Bra fue un grupo finlandés de Pop-Rock formado en 1994 por los músicos Olli Virtaperko y Kerkko Koskinen. La banda tuvo bastante éxito en su país durante la década de los noventa, aunque nunca llegó a saltar las fronteras, en parte porque sus letras estaban en suomi. Tras años de éxito, se separaron en 2001.

## Historia de la banda
En 1994, Olli Virtaperko supo de la existencia de un concurso de canciones de temática política y decidió participar junto con su amigo Kerkko Koskinen. Koskinen compuso varios temas basados en letras de algunos amigos suyos y decidieron presentarse todos juntos, ganando el concurso. La canción con la que ganaron fue Ampukaa komissaarit, nuo hullut koirat ("Dispara a los comisarios, esos perros locos". Comisarios se refería a los miembros de la Comisión Europea, entidad en la que se incorporó Finlandia en 1995).
Al año siguiente del concurso grabaron su primer sencillo, Houkutusten kiihottava maku. Durante las sesiones de grabación del mismo, decidieron el nombre de la banda, Ultra Bra. A lo largo de ese año, varios miembros abandonaron la banda y otros entraron nuevos. El número máximo de componentes que llegó a tener Ultra Bra fue de 12. Anni Sinnemäki, mujer de Koskinen, se perfiló desde ese año como una de las principales letristas y vocalistas. Anni Sinnemäki es actualmente ministra de trabajo.
En otoño de 1996 publicaron su primer álbum de estudio, Vapaaherran elämää. Durante ese año realizaron conciertos por el país y su popularidad fue creciendo. Al año siguiente, en 1997, salió al mercado su segundo trabajo, Kroketti, a partir del cual consolidaron su fama en Finlandia. Este segundo disco tuvo un importante número de ventas y contiene entre otros temas, Minä suojelen sinua kaikelta ("te protegeré de todo") y Sinä lähdit pois ("te fuiste"). En 1998, Ultra Bra se presentó como candidato para representar a Finlandia en el Festival de Eurovisión, pero no ganaron. No obstante, el tema Tyttöjen välisestä ystävyydestä ("sobre la amistad entre dos chicas", de temática lésbica) se convirtió en un éxito.
El tercer álbum de estudio, Kalifornia, fue publicado en la primavera de 1999, y un año después, volvieron a intentar ser elegidos representantes para Eurovisión, pero no lograron pasar a la ronda final. Su siguiente disco, Vesireittejä, lanzado a finales de 2000 fue un éxito rotundo, y el grupo acaparó la atención de los medios fineses desde antes del lanzamiento. Este cuarto trabajo se convirtió en disco de oro en su primera semana en el mercado. El verano anterior a la publicación de este disco, el grupo decidió continuar solamente durante un año más. 
Finalmente, en octubre de 2001, realizaron un álbum recopilatorio, Sinä päivänä kun synnyin y se despidieron de los escenarios.

## Componentes
- Kerkko Koskinen – piano, compositor
- Vuokko Hovatta – voces
- Terhi Kokkonen – voces
- Arto Talme – voces
- Olli Virtaperko – voces
- Antti Lehtinen – batería
- Joel Melasniemi – guitarra
- Marko Portin – saxofón
- Tommi Saarikivi – bajo
- Jan Pethman – percusión
- Kari Pelttari – trompeta
- Ilmari Pohjola – trombón
- Anna Tulusto – voces (hasta el verano de 1998)

## Discografía
- Vapaaherran elämää (1996) ("Vida de un playboy")
- Kroketti (1997) ("Croquet")
- Kalifornia (1999) ("California")
- Vesireittejä (2000) ("Caminos de agua")
- Sinä päivänä kun synnyin (2001) ("El día en que nací")

- Datos: Q1050062